# 日本合気道協会
特定非営利活動法人日本合気道協会（にっぽんあいきどうきょうかい、英 NPO Japan Aikido Association）は富木謙治が1974年に創始した合気道の団体。2005年に内閣府より特定非営利活動法人（NPO法人）として認証されたため、正式名称は「特定非営利活動法人日本合気道協会」になった。2018年現在の会長は富木昌子。
現在では国内、国外を問わず富木合気道、富木流という呼び名が広まっている。

## 特色
日本合気道協会の特色は、合気道に乱取試合を採り入れた事である。しかし乱取試合のみに重点を置いているという訳では無く、形と乱取の両立を目指して日々の稽古に取り組んでいる。形で磨いた技を試合を含めた乱取稽古を通じて実力をつけることを考えている。また競い合うことによる技の向上と意識の向上を目的として定期的に各競技大会が開催されている。
自衛隊で訓練されている自衛隊徒手格闘に、富木謙治の合気道が採り入れられた事で「合気道諸派の中でも実戦性が高い」という評価もされているようである。

## 競技大会
おおむね2年に1回の頻度により国際大会を開催しており、大会会場は日本国内国外を交互に選定している。
また、第14回以降は国際合気道競技連盟（International Tomiki Aikido Federation・略称は「ITAF」）が主催している。
| 開催年度  | 大会名称                      | 大会会場           |  |
| --------- | ----------------------------- | ------------------ |  |
| 平成元年  | 第 1 回国際親善合気道競技大会 | 日本・天理         |  |
| 平成5年   | 第 2 回国際合気道競技大会     | 日本・勝浦         |  |
| 平成9年   | 第 3 回国際合気道競技大会     | 日本・今治         |  |
| 平成13年  | 第 4 回国際合気道競技大会     | 日本・舞洲         |  |
| 平成15年  | 第 5 回国際合気道競技大会     | イギリス・リーズ   |  |
| 平成17年  | 第 6 回国際合気道競技大会     | 日本・勝浦         |  |
| 平成19年  | 第 7 回国際合気道競技大会     | アメリカ・オハイオ |  |
| 平成21年  | 第 8 回国際合気道競技大会     | 日本・京都         |  |
| 平成23年  | 第 9 回国際合気道競技大会     | イギリス・ロンドン |  |
| 平成25年  | 第10回国際合気道競技大会      | 日本・川崎         |  |
| 平成27年  | 第11回国際合気道競技大会      | スイス・フィーシェ |  |
| 平成29年  | 第12回国際合気道競技大会      | 日本・秋田         |  |
| 令和元年  | 第13回国際合気道競技大会      | スペイン・マラガ   |  |
| 令和 5 年 | 第14回国際合気道競技大会      | 日本・横浜         |  |

## 乱取競技
徒手乱取と短刀乱取の2種目があり、大会では主に短刀乱取により団体戦・個人戦が行われる。

### 徒手乱取競技
- 試合は一対一の個人競技であり、互いに定められた17本の技を自由にかけ合う。(※近年、特に「徒手乱取り」の競技化に向けた研究が佐藤忠之師範をはじめ日本合気道協会を中心に行われている。)

- 近年、徒手乱取りは、混合団体戦の種目として採用されており、短刀乱取りの発達に伴い、力尽くにならない高度な徒手乱取りが可能になりつつある。

### 短刀乱取競技
- 試合は一対一の個人競技であり、それぞれ短刀側と徒手側に分かれて試合を進める。
- 試合時間3分の内前半90秒・後半90秒で短刀側と徒手側を交替し、試合終了時にポイントを多く獲得していた方を勝ちとする。
- 徒手側は定められた17本の技を相手に対して自由に仕掛けることができる。
- 相手を倒したり崩した場合には、効果の度合いにより一本（4点）、技あり（2点）、有効（1点）が与えられる。
- 短刀側はスポンジ製短刀を用いて相手に対して突きによる攻撃を行うことができる。相手の胴部に対して適当な角度・速さで突きが当たった場合には、突きあり（1点）が与えられる。
- 短刀側が相手に組み付かれた場合には手刀にて防御を行い、相手の腕をつかむのは禁止である。ただし、相手に腕をつかまれている場合に限り、返し技として17本の技の内当身技5本を仕掛けることができる。
- 17本に該当しない技、捨て身の技、道着つかみ、足持ちは禁止である。

※実力の拮抗した選手同士の試合では17本の技によるポイントがなく、突きによるポイントのみで勝敗が決することが多い。
このため短刀乱取試合で勝つためには、相手に突きポイントを与えないように体捌きの技術を磨くことが必須となる。
この「生きた体捌き」が磨かれることが短刀乱取競技の重要な意義である。
- 但し、近年の技術の向上と共に、技がきれいに決まる場面も増えている。試合で決まる主な技としては、正面当て、下段当て、脇固め、前落し、隅落しなどがある。また、返し技などをうまく使う選手も増えている。なお、小手返しや四方投げなどの合気道の代表的な技は、用心されているためか、意外と決まらないことが多い。

## 演武競技
演武競技には対徒手の部と対武器の部の2種目がある。2人1組で受け・捕りに別れ制限時間内に技を繰り出す。それを複数の審判が採点しその合計点数により順位を決める。
※演武競技では「正しい攻撃があって初めて正しい技がある」という考えをもとに、受け側が的確な攻撃を行っているかどうかも大事な採点基準となる。

## 関連団体
- 札幌合気道協会
- 合気道角館協会
- 合気道横手協会
- 関東合気道協会
- 四国志道館本部
- 大分合気道協会
- 関東学生合気道競技連盟